# Blatt (Werkzeug)
Als Blatt eines Arbeitsmittels wird ein oftmals aus Metall bestehender flächiger Teil eines Werkzeugs oder Geräts genannt. Es dient beispielsweise als Träger für die Schneide von Säge- und Spaltwerkzeugen oder als breite Fläche bei Hacken und Grabwerkzeugen.

## Definitionen und Formen
Werkzeugblätter finden sich bei Sägen, Schaufeln, Hacken, Beilen und ähnlichen Werkzeugen.

### Schneidwerkzeuge
Säge oder Sense

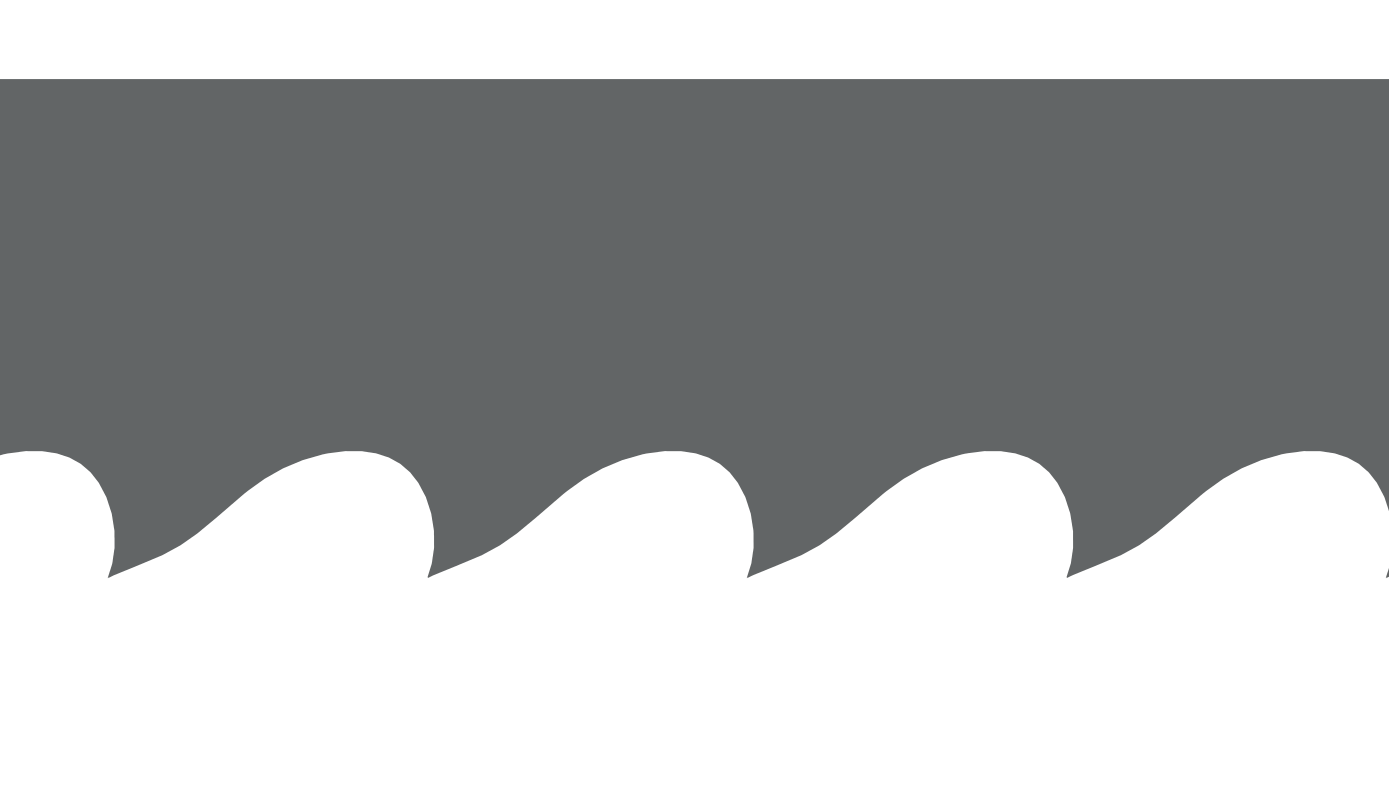
Sägeblattform

Gezahntes Blatt aus gehärtetem Stahl zum Zerteilen harter Materialien wie Holz, Stein oder Metall. Es gibt beispielsweise kreisförmige, gradlinige und Bandsägeblätter. Die Blätter von Sägen haben je nach Einsatzzweck unterschiedliche Verzahnungen und eine variierende Anzahl an Zähnen. Der Werkstoff, aus dem das Blatt hergestellt wird, muss auf den zu bearbeitenden Werkstoff abgestimmt sein und ist, insbesondere im Bereich der Sägezähne, härter als dieser. Da harte spröde Werkstoffe jedoch leichter brechen, werden oftmals Sägeblätter mit einem elastischen Grundkörper und harten Zähnen hergestellt. Es gibt beispielsweise Bimetallblätter, Blätter mit Hartmetallzähnen oder Blätter mit einer Hartmetallbeschichtung. Dadurch kann die Standzeit und somit die Nutzbarkeit des Blattes verlängert werden.
Drechsel und Meißel

Blattform (Drechselwerkzeug)

- Die unterschiedlichen Blätter von Drechseln dienen zur Erzeugung von Vertiefungen und Formgebung insbesondere von Holzbauteilen. Sie besitzen eine scharfe Schneide und sind oftmals leicht gekrümmt oder laufen schräg zu.[4]
- Die Blätter des Meißels dienen der Bearbeitung harter Materialien wie Stein oder Metall. Sie sind aus Stahl gefertigt, mit einer scharfen Schneide versehen und an einem Ende keilförmig zugespitzt.[5]

### Schlagwerkzeuge
Hacke

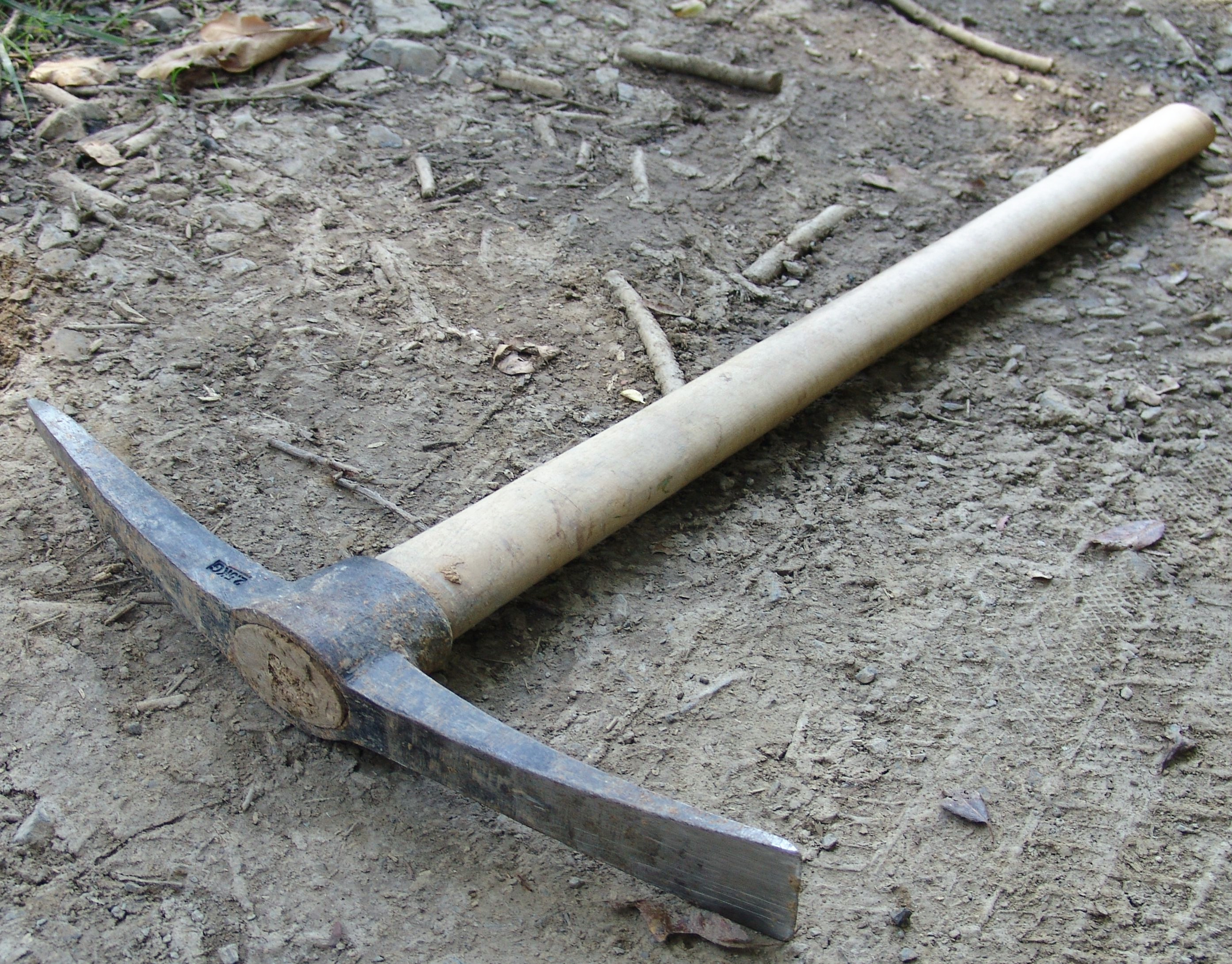
Spitzhacke

Hacken sind Geräte zur Bodenbearbeitung, die ein mit einer Spitze oder Schneide versehenes Blatt auf einem hölzernen Stiel tragen. Es gibt unterschiedliche Blätter für Zieh-, Rüben- oder Unkrauthacken, die zumeist zum Aufreißen verkrusteter Oberflächen, zum Lockern von Erdschollen oder zum Jäten verwendet werden. Sie können mit einer Ecke oder v-förmigen Spitze ausgestattet sein, um beispielsweise Saatfurchen anzulegen oder haben eine unten breiter werdende Form oder abgerundete Blätter. Es gibt zudem kombinierte Hacken, die auf einer Seite mit einer Spitze versehen sind und auf der anderen Seite mit einem breiteren Blatt.
Axt, Beil

Das Blatt von Spaltwerkzeugen wie Beil oder Axt ist nach unter hin verbreitert und hat eine scharfe Schneide zum Zerteilen von Materialien insbesondere Holz. Auch als Waffen wurden spezielle Formen von Axtblättern hergestellt beispielsweise für Streitäxte oder Fallbeile.

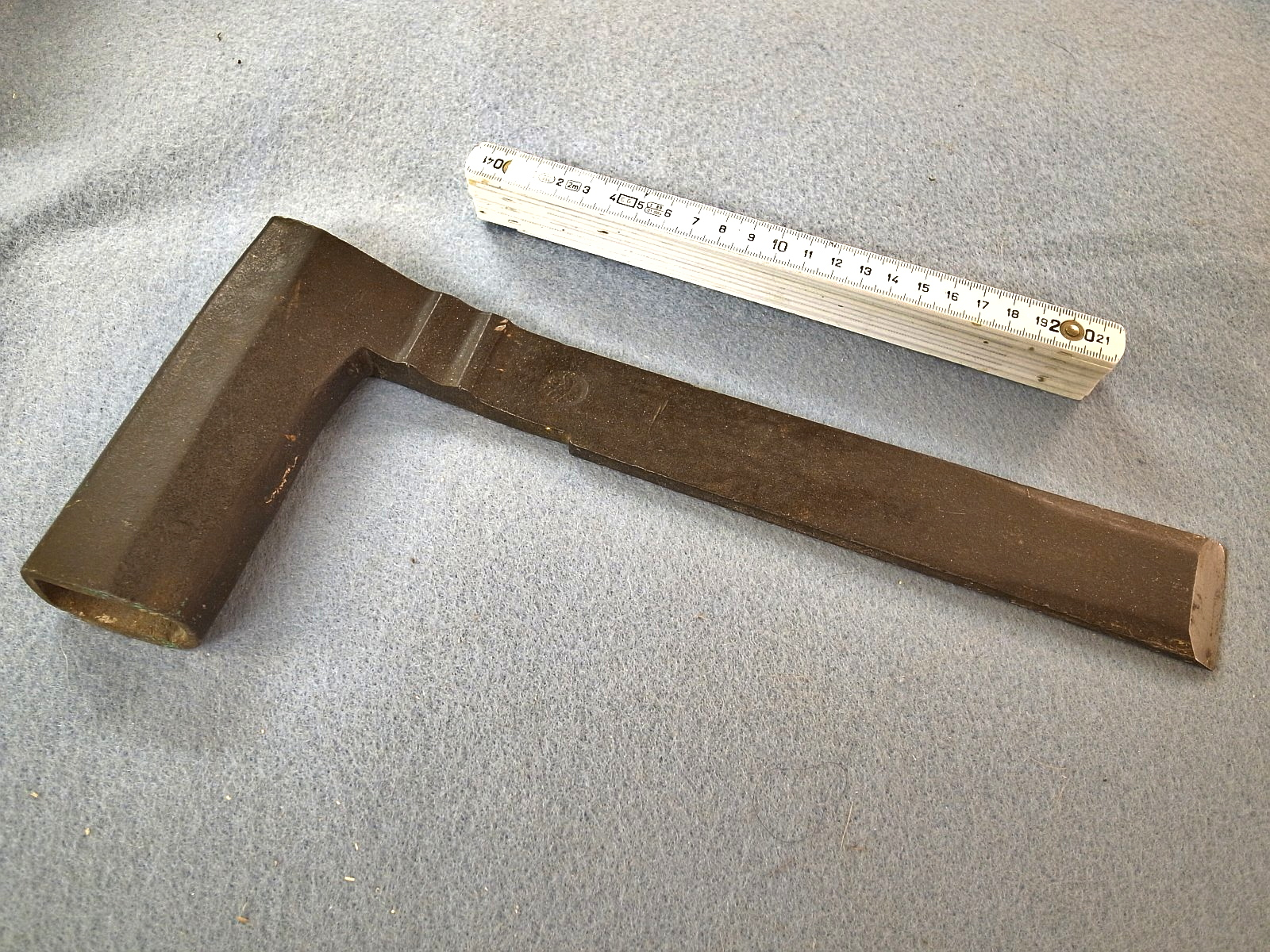
Blatt einer Stoßaxt
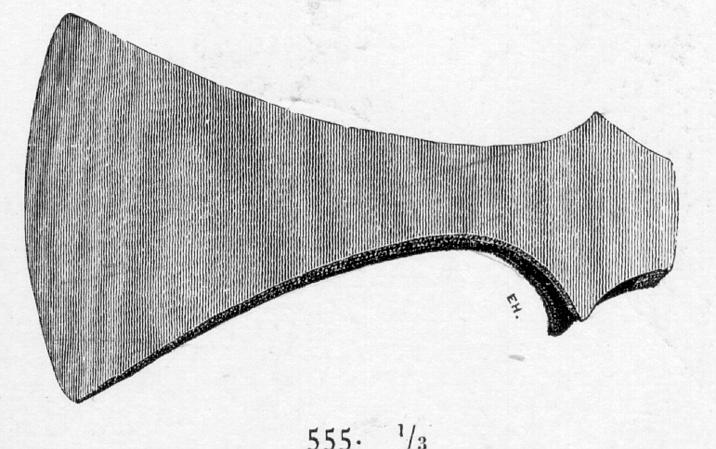
Schmales Blatt
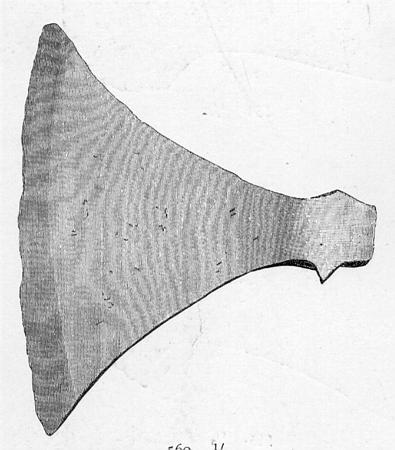
Breites Blatt
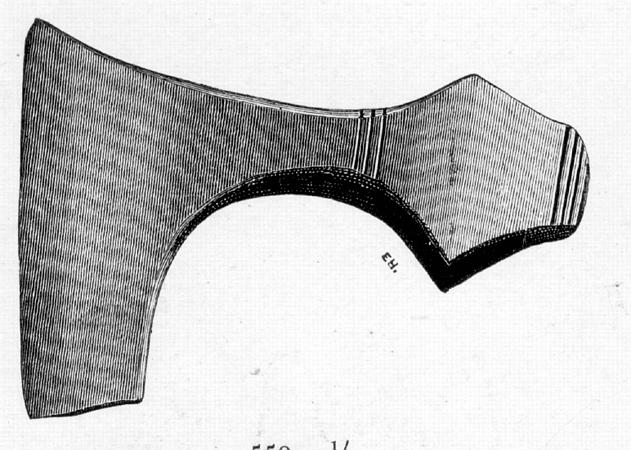
Bartblatt
Doppelseitiges Blatt
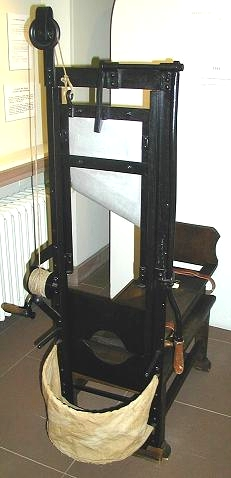
Fallbeil

### Grab- oder Schüttwerkzeuge
Schaufeln und Spaten

Es gibt bei Schaufeln und Spaten unterschiedliche Blattformen und Größen.
- Ein Schaufelblatt mit geradem Ende eignet sich beispielsweise für das Ausheben von Sand oder lockerem Mutterboden sowie für die Verteilung von Split. Für festere oder grobkörnigere Materialien eignen sich zugespitzte Blattformen. Die Blätter bestehen vorzugsweise aus gehärtetem Stahl. Schaufelblätter sind meist leicht gewölbt oder haben einen erhöhten seitlichen Rand.
- Die Blätter von kleineren Handschaufeln, wie beispielsweise für die Portionierung von Lebensmitteln (Mehl, Getreide, Gewürze), können aus Holz, Kunststoff oder Edelstahl bestehen. Auch Kehrschaufeln sind oft aus Kunststoff und können eine zusätzliche Gummilippe zur Erleichterung des Auffegens besitzen.
- Spatenblätter dienen der Bodenbearbeitung (Grabearbeit) oder dem Aushub von Böden, beispielsweise beim Torfstechen. Für steinige Böden eignen sich spitz zulaufende Spatenblätter. Die untere Kante des Blattes ist angeschärft, während die obere Kante, zum Teil verstärkt, als Auftritt dient.[7]

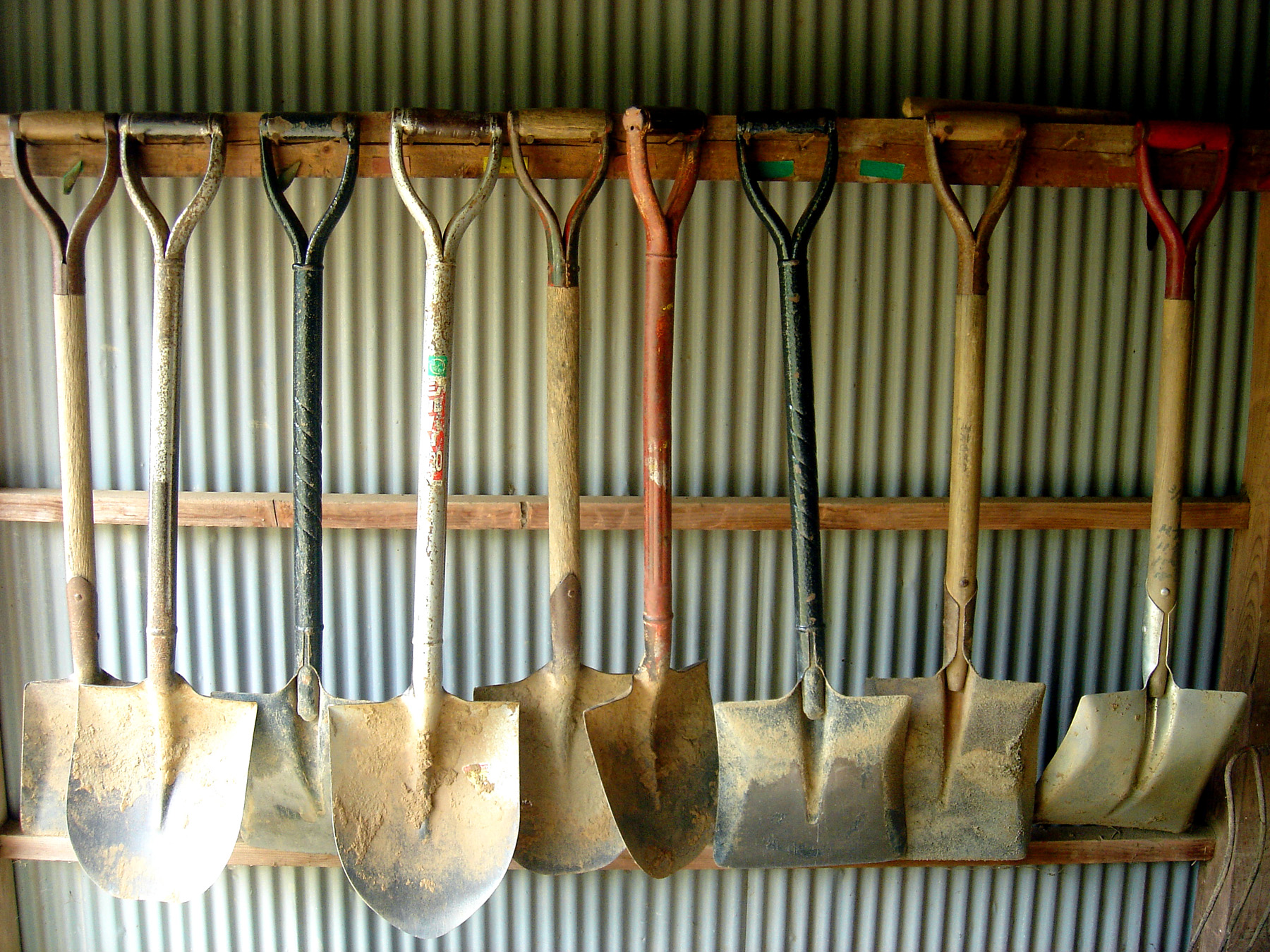
Schaufelblätter
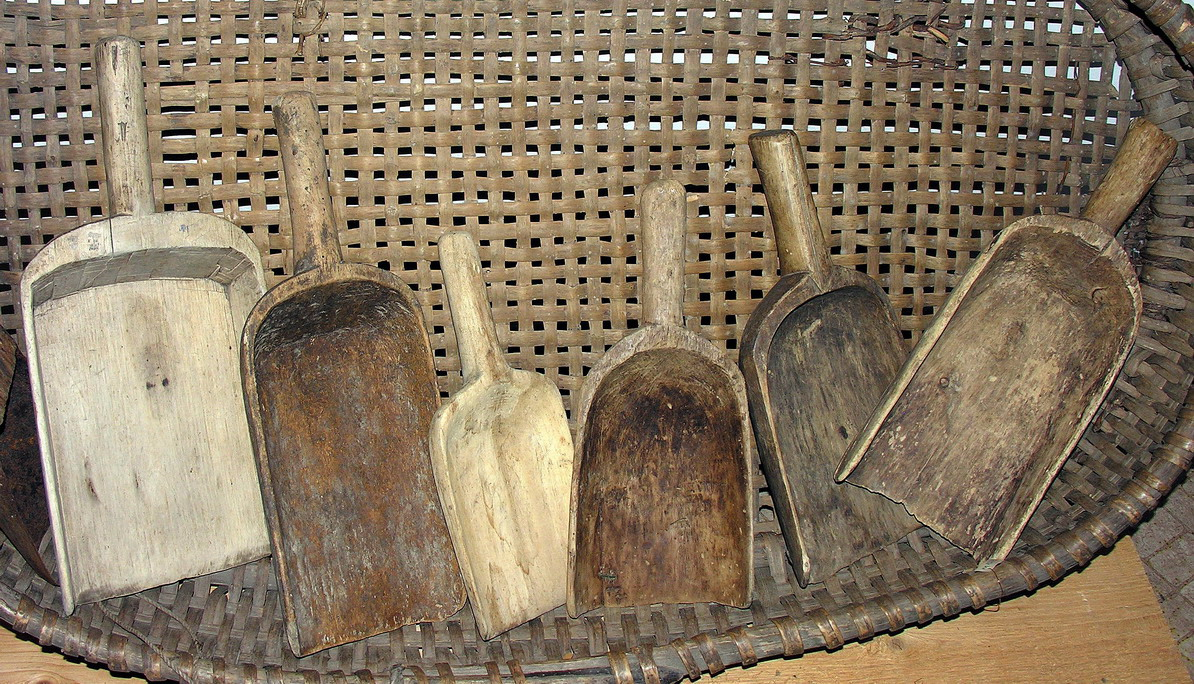
Holzblätter
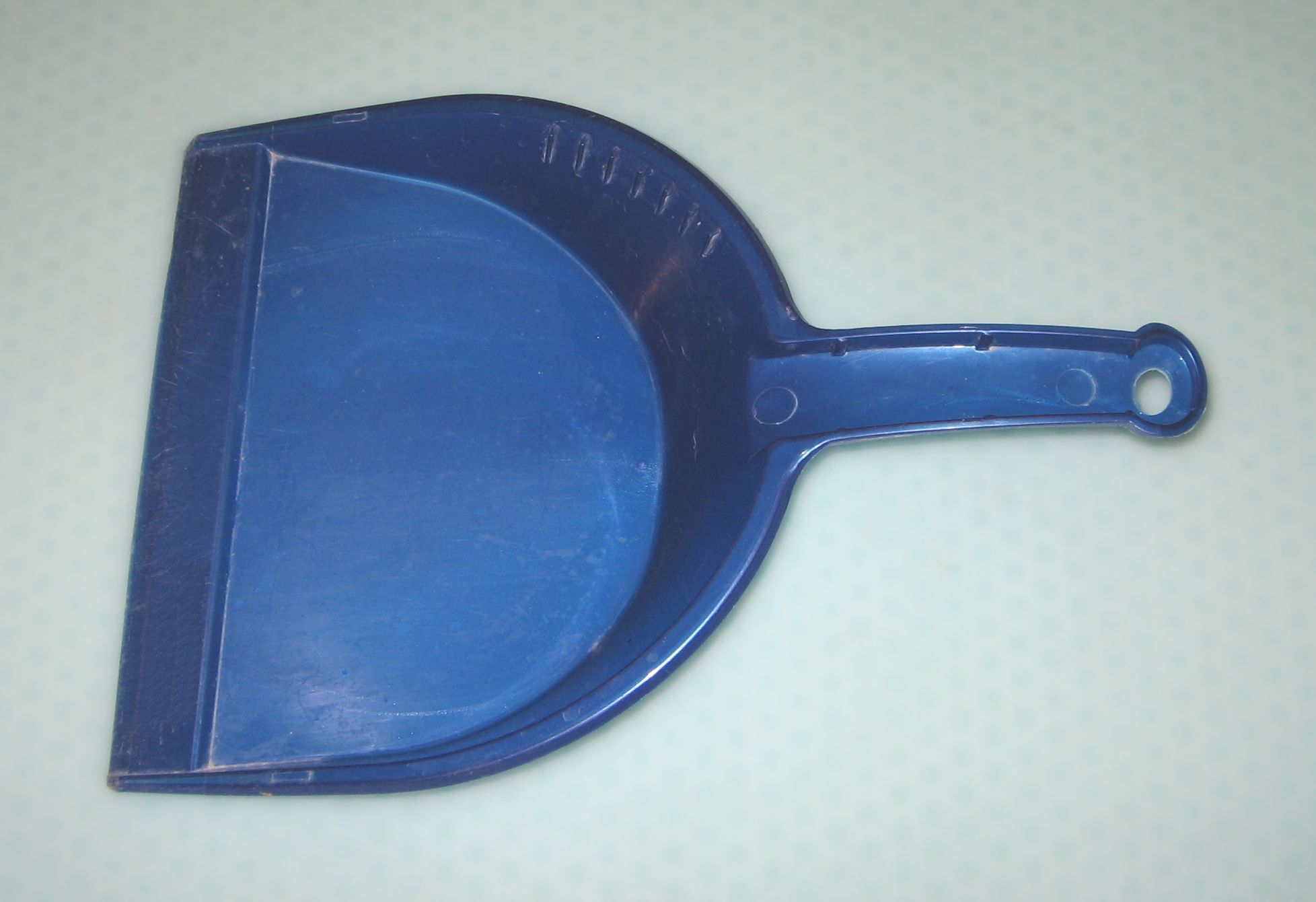
Kehrschaufel
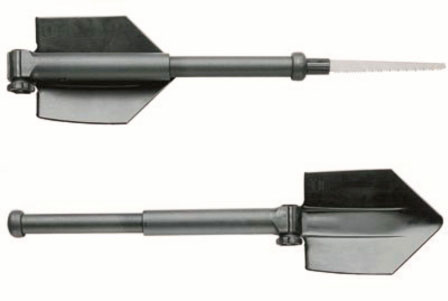
Feld- oder Klappspaten
Spatenblätter

### Sonstige Werkzeuge
Spachtel und Kellen
- Bei Spachteln gibt es ja nach Anwendung unterschiedliche Blätter aus Kunststoff oder rostfreiem Stahl. Die Blätter können zum Auftragen von streichfähigen, weichen Materialien auf Flächen eingesetzt werden. Zum Glätten dieser Masse weisen sie meist eine breite gerade Fläche auf. Zu gleichmäßiger Auftragen können die Blätter mit einer Verzahnung (Zahnspachtel) versehen sein.[8] Die Blätter von Malerspachteln dienen nicht ausschließlich dem Auftragen von Materialien, sondern werden beispielsweise zum Anrühren von Gips und zum Abkratzen oder Entfernen von Tapeten verwendet. Sie bestehen aus gehärtetem, elastischem oder rostfreiem Stahl und sind zumeist an der Klinge zwischen 1 und 14 cm breit.[9]
- Kellen bestehen oft aus rostfreiem Stahl und haben trapezförmige, spitz zulaufende oder rechteckige Blätter. Das Blatt von Glättkellen kann auch aus Kunststoff bestehen.[9] Bei den Maurerkellen wird zwischen Dreieckskellen, mit einem dreieckigen Blatt und Kellen mit einer Vierecksform unterschieden.[10]

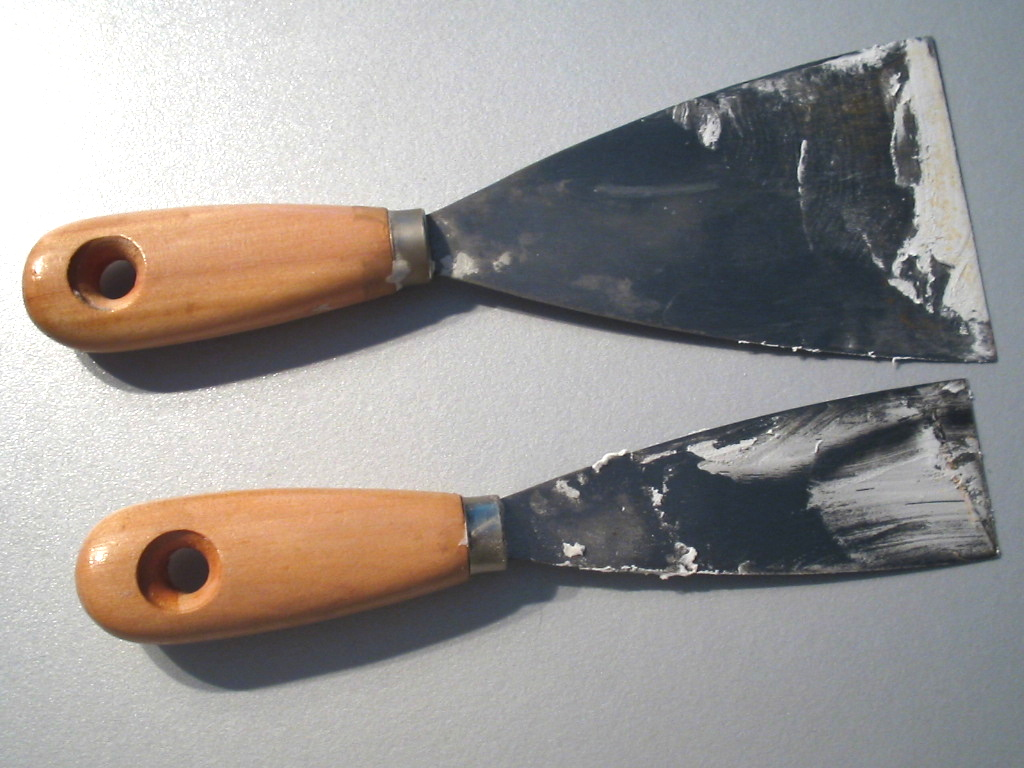
Blattform Spachtel
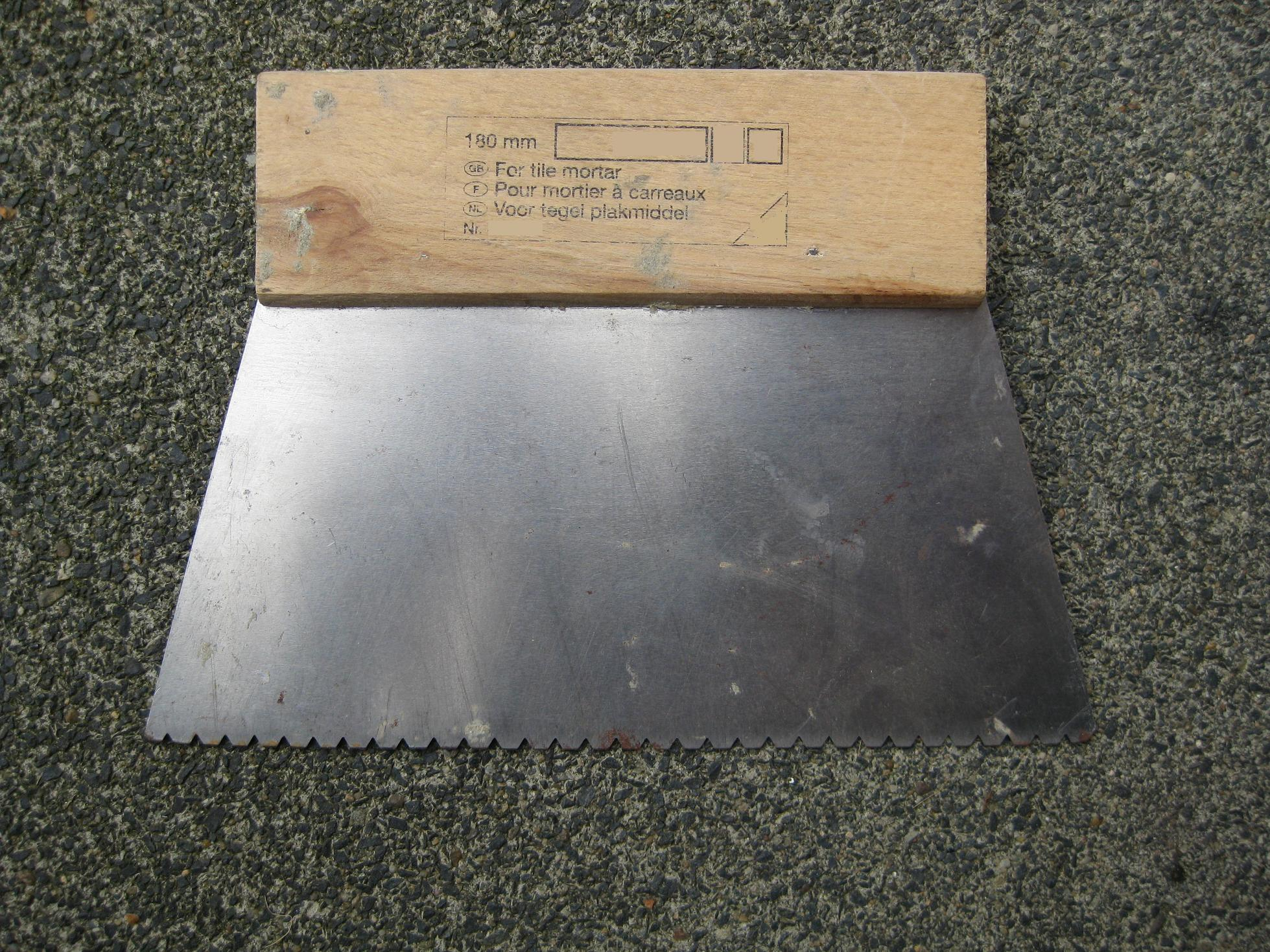
Zahnspachtel
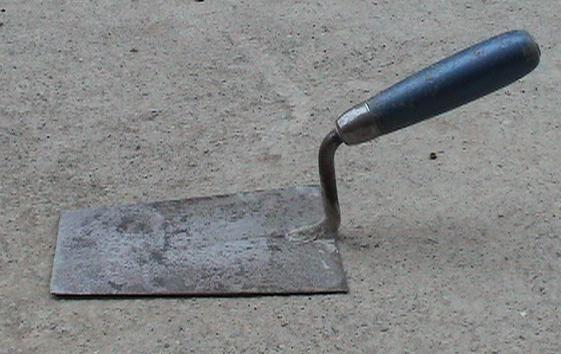
Maurerkelle
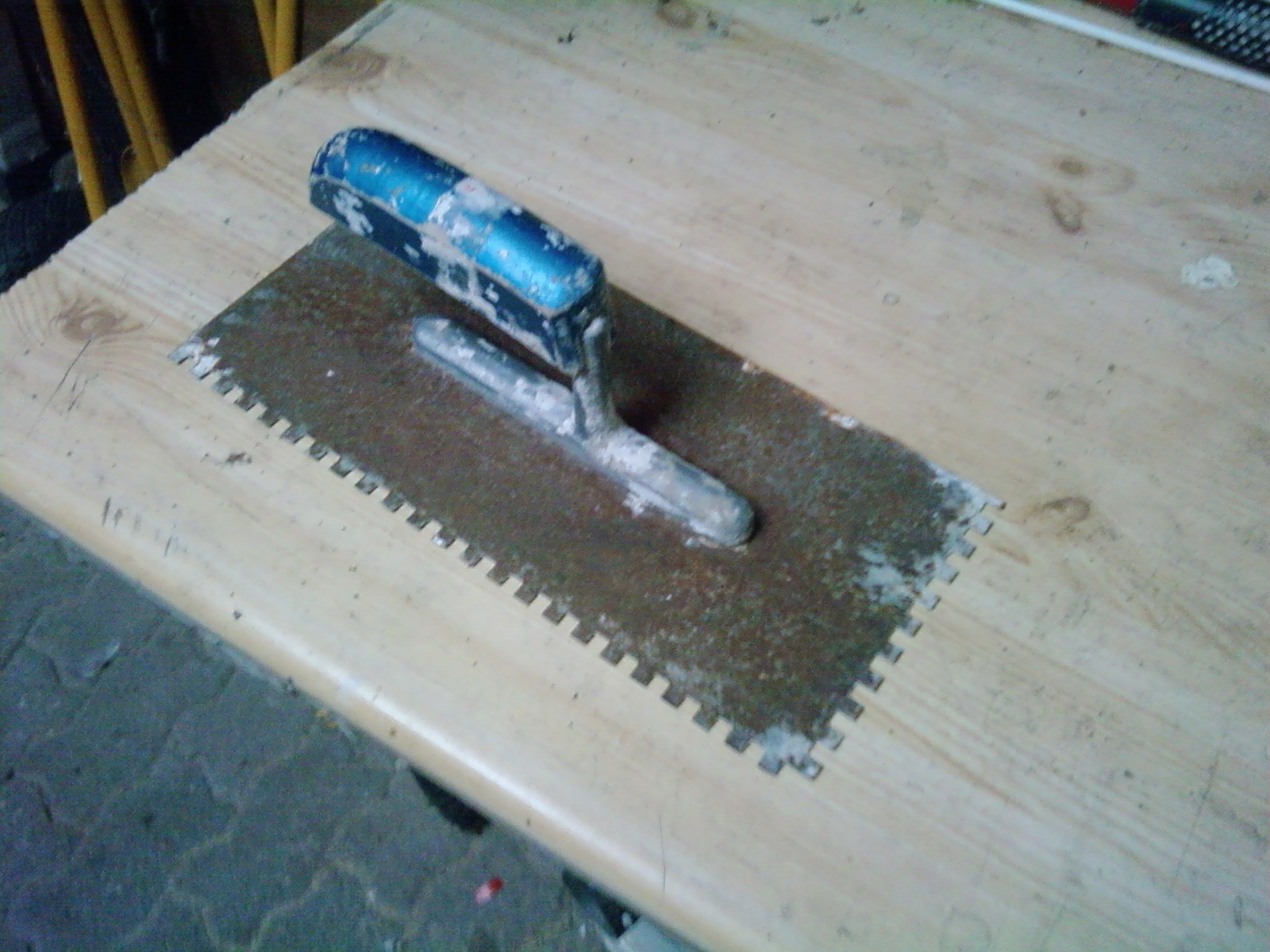
Zahnkelle
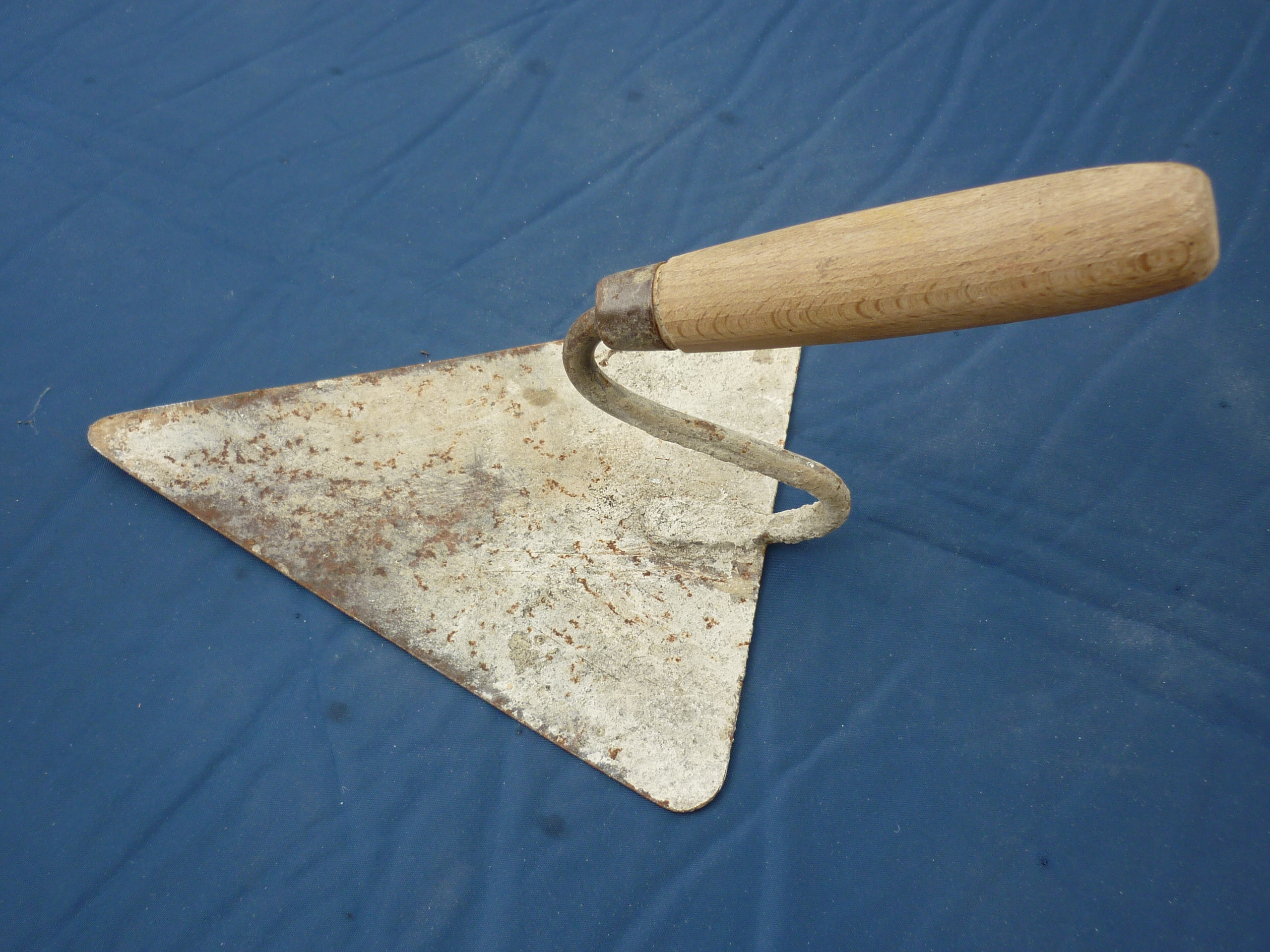
Dreieckskelle